# Johnny E. Jensen
Johnny E. Jensen (* 1947 in Kopenhagen, Dänemark) ist ein US-amerikanischer Kameramann.

## Leben
Johnny E. Jensen wanderte 1966 in die USA ein. Er arbeitete für Fouad Said und drehte einige Werbespots. Ab Ende der 1970er arbeitete er als Kameraassistent, bevor er 1986 mit dem von Robert Greenwald inszenierten Fernsehdrama Scherben des Lebens als hauptverantwortlicher Kameramann debütierte. Für seine Arbeit an den beiden Fernsehfilmen Land der Vergessenen und An American Story wurde er jeweils als Bester Kameramann für einen Emmy nominiert.
Nebenbei unterrichtet er am Dodge College of Film and Media Arts, einer Fakultät der Chapman University, Kamerawesen.

## Filmografie (Auswahl)
- 1986: Scherben des Lebens (Shattered Spirits)
- 1989: Ananas und blaue Bohnen (Trenchcoat in Paradise)
- 1989: Grabenkämpfe (Spy)
- 1990: Leben um jeden Preis (When You Remember Me)
- 1991: Die Lust der schönen Rose (Rambling Rose)
- 1991: Gestrandet auf Luahana (Bare Essentials)
- 1991: Land der Vergessenen (Into the Badlands)
- 1992: An American Story
- 1992: Verrückt vor Liebe (Crazy in Love)
- 1993: Ein verrücktes Paar (Grumpy Old Men)
- 1993: Im Bann des Zweifels (Benefit of the Doubt)
- 1995: Das Geheimnis der drei Wünsche (Three Wishes)
- 1997: Rosewood Burning (Rosewood)
- 1999: Swing Vote – Die entscheidende Stimme (Swing Vote)
- 2000: The Ladies Man
- 2002: Wisegirls (WiseGirls)
- 2003: LA County 187 (L.A. Sheriff's Homicide)
- 2003: Polizeibericht Los Angeles (Dragnet, Fernsehserie, sieben Folgen)
- 2005: Das Spiel ihres Lebens (The Game of Their Lives)
- 2006: Material Girls
- 2009: An American Girl: Chrissa setzt sich durch (An American Girl: Chrissa Stands Strong)
- 2009: Nora Roberts – Ein Haus zum Träumen (Tribute)